# Diaphorus argentipalpis
Diaphorus argentipalpis är en tvåvingeart som beskrevs av Van Duzee 1923. Diaphorus argentipalpis ingår i släktet Diaphorus och familjen styltflugor. Inga underarter finns listade i Catalogue of Life.